# Maruina barrettoi
Maruina barrettoi är en tvåvingeart som beskrevs av Freddy Bravo 2005. Maruina barrettoi ingår i släktet Maruina och familjen fjärilsmyggor. Inga underarter finns listade i Catalogue of Life.